# 反証可能性
反証可能性（はんしょうかのうせい、英: falsifiability）またはテスト可能性、批判可能性とは、「誤りをチェックできるということ」であり、「科学的理論は自らが誤っていることを確認するテストを考案し、実行することができる」という科学哲学の用語である。方法論として「トライアル&エラー」（試行錯誤）とも呼ばれる。
科学哲学者カール・ポパーは、反証可能性を科学的基本条件と見なし、科学と非科学とを分類する基準とした。反証可能性は、「ある言明が観察や実験の結果によって否定あるいは反駁される可能性をもつこと」とも説明される。

## 概要
「絶対的」な真を前提とする（または反証可能性を否定する）ことは、宗教や疑似科学でよく見られるが、一方で反証可能性を肯定する立場は、「絶対的」な真を求めず、「漸近的」な真を求め続ける。反証可能性を肯定する立場は「批判的合理主義」、「懐疑主義的批判」などと呼ばれている。なお反証可能性という概念自体も、自らが批判・反証を受けて改良される可能性を認めており、反証可能性が絶対に正しい立場であるという保証は無い。
反証可能性は他者論との関連で論じられることもあり、このような観点から見れば、「誰にも否定されない絶対的な真理」を伝えることは不可能である。平易な意味では「どのような手段によっても間違っている事を示す方法が無い仮説は科学ではない」と説明される。
反証可能性についての評価は分かれている。反証可能性を認めることによって、科学は真理を明らかにすることを放棄しているため悲観的だという評価もあるが、科学は絶え間なく真理へ接近し続けているため楽観的である、とも評される。

### 例
反証可能性がある発言の一例として、
という発言は、自らがテスト（反証）される可能性を認めている。この発言は、反証可能性という基準で見れば、科学的発言である。
心理学者の鈴木光太郎によれば科学とは、絶対的真実を認めず、常に誤りを修正し続ける活動だという。鈴木は次の通り述べている。
教科書には正しいことだけが書かれていなければならないとは思っていない。むしろ、誤った記述があっても許されると思う（誤りは直せばよい）。科学は誤ることがあたりまえであって、そもそも科学とは、そうした誤りをたえず書き改めてゆく営みだからだ。私が許されないと思うのは、だれかが誤って書いたものをなにも考えずに受け売りしたり、それを孫引きやひ孫引きしたり、果ては先祖がたどれない引き方をしている場合である。あるいは、誤りであることが判明しても、直しもしない場合である。

## 科学と非科学の違い
科学と異なり、疑似科学・宗教・神話・伝統等は反証可能性を認めず、そのため
- 自らが誤る可能性を認めない
- 自らが誤っているか否かを確認するテストを考案できない
- 検証不可能な説明（アドホックな仮説）で言い逃れようとする

といった特徴がある。
一見すると科学的な情報であっても、その情報が反証可能性を認めていなければ、その情報は科学の領域から捨てられることになる。

### 科学と宗教の違い
反証可能性が無い言明や言説の典型例として、「神」・「魂」・「信仰」や宗教的発言等がある。例えば1991年湾岸戦争で、イスラエル政府は国民に防毒マスクを無償で支給することにした。しかし一部のユダヤ教徒はマスクを拒否し、その理由を次のように述べた。
| 「 | われわれは科学ではなく神を信じている。防毒マスクを着用しなくても，神がわれわれを救うつもりなら，われわれは助かるし，神に救うつもりがなければ，防毒マスクを着用したところでわれわれは助からないであろう。 | 」 |

「この発言はそもそも反証可能ではない」とされている。何故ならこのような「絶対的」発言は、批判やテストを受けても「絶対」に揺るぎない前提を置いているからである。科学を超越した前提に従えば、どんな選択肢を選んでも、科学を超えたもの（神）が引き合いに出され結論付けられてしまい、結果として「批判的テスト」が行われない。
この点が、科学と宗教の決定的違いとして挙げられている。科学は、自らに対する反証可能性を認めている。つまり科学は「相対的言明」であり、自らが批判的テストを受けて、反証され得ることを認めている。一方で、宗教は試されることを拒否する。すなわち宗教は、いかなる事態が生じようとも、全てを「絶対的言明」――神や聖なる存在の意志・行為など――によって説明する。「絶対的言明」は、自らが相対化される可能性を――つまり、批判的テストを受けて反証される可能性を――認めようとしない。
科学的・反証主義的な考え方は、反証可能性を前提としており、そこには
という図式がある。反証主義者の代表例であるポパーによると、世界に科学への信仰が存在しているとしても、科学にとって信仰は不要である。

### 線引き問題
一方で、反証可能性をふくめた基準によって科学を定義することは不可能ではないかという議論がある。

## 「開かれた社会」との関連
反証可能性は、ポパーの言う「開かれた社会」と繋がっている。「開かれた社会」とは、トライアル&エラーを社会に当てはめたものであり、人が自分の間違っている可能性を認め、また同様に、相手も間違っている可能性を認めて、段階的に改良していく社会である。つまりこれは、より一層の合理化を続ける社会であるが、一方で、最初に不変の「真理」を前提としている社会は「閉ざされた社会」と呼ばれる。
「閉ざされた社会」の典型例は、宗教的・伝統的社会、独裁社会、全体主義的社会などであり、すなわちこれらは、反証可能性を否定する社会である。「閉ざされた社会」は、絶対的真理または「“科学的”理論」に基づいていると自称しているが、自分が失敗する可能性（つまり反証可能性）を認めようとしない。そのため軌道修正する機会を失い、ディストピア化していく。
これに対し、反証可能性を肯定する「開かれた社会」は段階的に改良されていく。ここには絶対的指導者が存在せず、代わりにお互いが失敗を正す機会が与えられる。

## 反証可能性と仮説

### 原始命題
原始命題とは、「明日、太陽が東から昇る」「お隣の田中さんは犬を飼っている」などのように、それ自体で意味的に完結した単独の命題である。原始命題は、端的に、反証可能であるか反証不可能であるかのどちらかである。しばしば、日常において科学的と考えられている命題が原始命題として見られると、その命題において反証が可能でない場合がある。例えば、「（すべての）人間の行為は無意識の性的欲求に原因がある」「（唯物論的段階にあれば）共産主義革命がおこる」などである。一見科学的だがそれ自体では反証可能性を持たない仮説は、その仮説の意味内容、すなわち検証の直接的な対象が過去の出来事であったときに多く見られる。

### 主要仮説 (hard core) と補助仮説 (protective belt)
普通、検証されようとしている仮説は、いくつかの原始命題の論理的な結合を通じて成り立っている。そして、専らそれを検証することが目的であるところの仮説を主要仮説と呼び、その前提や条件となる諸命題を補助仮説と呼ぶ（注＊何を主要仮説とし、何を補助仮説とするかはおよそ検証者の任意である）。
例えば、「明日、太陽が東から昇るのを私は見るであろう」という仮説を主要仮説として設定しよう。このとき、検証者は、通常、様々な前提や条件を付加する。具体的に言うと、「明日、雨でないならば」「私が観測を妨害されないならば」などである。さらに、曖昧さを避けるために、「地平線のどの範囲から昇れば東から昇ったと言えるのか」も定義する必要がある。これらが「明日、太陽が東から昇る」という仮説の補助仮説になる。補助仮説の中には、当たり前すぎて検証者が普段意識しないものも含まれる。そして、主要仮説と補助仮説のそれぞれについて、反証可能であるかどうかが判定される。それゆえに、「明日、雨が降らず、かつ、私が観測を妨害されないならば、明日、東から太陽が昇るのを私は見るであろう」という仮説は、「明日、東から太陽が昇るのを私は見る」を主要仮説とし、また、「明日、雨が降らない」および「私が観測を妨害されない」を補助仮説とし、そして、その全ての原始命題について反証可能な一個の仮説であると定められる。
この仮説は論理的な推論であるから、「明日、雨が降らない」および「私が観測を妨害されない」が反証されなかったにもかかわらず「明日、東から太陽が昇るのを私は見るであろう」が反証されたとき、この仮説は正しくないとみなされる。

### アドホックな仮説
反証可能性のないアドホックな仮説を補助仮説として追加すると、その理論全体の反証可能性が低下する。これは、A ∧ B ⇒ C という推論が（論理的にではなく科学的に）妥当であるかどうかを判断するためには少なくとも A と B(という仮定)が(充足されていることの真偽判定が可能という意味で)反証可能でなければならないからである。

### 反証可能性の判定の困難さ
ある仮説が反証可能性を持つかどうかを判定することは難しい。次のような実験を考えてみよう。降霊会を開いて霊を呼び出す実験が失敗した。心霊現象に否定的な学者は、少なくとも今回用いた方法（条件）によって霊を呼び出せるという仮説が反証されたと考える。これに対して、心霊現象に肯定的な学者が「霊の実在を疑う者がいたための失敗」と反論する。ここで、もし心霊現象に肯定的な学者が「霊の存在を疑う者が降霊会場に立ち入らず、遠隔のビデオカメラによって撮影するならば、降霊は成功する」と付け加えるならば、この降霊理論は全体として反証可能性を持つものになる。つまり、メインの実験が失敗した後で主張者がそれに補助仮説を付け加えたとしても、その補助仮説が反証可能である限り科学的検証の場に立つことができる。反証可能性が否定されるのは、例えば、「心霊現象は科学的に分析できない」と主張するような場合である。したがって、安易に「この仮説には反証可能性がない」「これはアドホックな補助仮説である」と断定するのは危険である。
上記の類のデュエム-クワイン・テーゼを使用した批判は野家啓一においても展開されているが、ポパーがすでに反証可能であると反論している。

## 反証可能性と疑似科学
反証可能性を持つ仮説のみを科学的な仮説とみなす科学哲学上の立場を反証主義と呼ぶ。哲学史的に見れば、反証可能性の概念は科学と疑似科学の判定基準として提案された。反証主義によれば、科学理論は反証可能性を持ちつつ未だ反証されていない仮説の総体であると定義される。そして、厳しい反証テストに耐え抜いた仮説ほどより信頼性が高いものとみなされる。
反証主義の代表的人物はカール・ポパーである。ポパーはフロイトの精神分析やアドラーやマルクスの理論を反証可能性がないため、科学的ではないと批判した。
現在では、疑似科学を反証可能性だけでなく別の要素も含めて特徴付けようとする傾向が強い。テレンス・ハインズは、疑似科学の特徴として、反証不可能性の他に証明責任の転嫁や検証への消極的態度を挙げている。